# Приданиха (железнодорожная станция)
Приданиха — железнодорожная станция (населенный пункт) в Пестовском районе Новгородской области в составе Быковского сельского поселения у железнодорожной линии Санкт-Петербург — Будогощь — Пестово — Овинище Октябрьской железной дороги.

## География
Находится в северо-восточной части Новгородской области на расстоянии приблизительно 16 км на восток-юго-восток по прямой от районного центра города Пестово.

## История
На карте 1941 года уже была обозначена.

## Население
Численность населения: 3 человека (русские 100 %) в 2002 году, 4 в 2010.